# Бистричке бабе
Бистричке бабе (буг. Бистришки баби) је назив за групу старијих жена у бугарском подручју Шоплук која је сачувала народне плесове и полифонијску вокалну музику. Поред тога оне су последње које изводе двотонско певање (дијафонија), познато као „шопска полифонија“, древни облик „хора“ и ритуални обичај „Лазаруване“, иницијацијску церемонију за младе девојке која се одвија на дан св. Лазара, прве суботе пре Цветнице. Назив су добиле по селу Бистрица које се налази у околини главног града, Софије.

## Шопско двотонско певање
Шопско двотонско певање се изводи тако што један или два гласа одржавају мелодију извикивањем („извика”) и кривом буком („бучи криво”), док остале певачице задржавају једнотонски зујање које је удвојено или утројено како би настала звучнија јека која прати водеће певачице. Плесачице одевене у народне ношње држе једна другу за бокове или за појас, те лаганим кораком плешу у круг, окрећући се супротно од казаљке на сату. Постоје бројне варијације овог плеса, зависно о песми и древном ритуалу за који се изводе.

## Нематеријално културно наслеђе Унеска
Иако се изворна улога полифонијског певања променила током 20. века, те се сада углавном изводи на сцени, Бистричке бабе се сматрају за важну састојницу културног живота целог региона јер промовишу народни израз међу младима. Старије жене су међу последњим представницима традиционалне полифоније, а село Бистрица је једно од последњих подручја у Бугарској где је овај културни изручај одржаван вековима. Због тога су Бистричке бабе уписане на листу нематеријалне светске баштине 2008. године..
Иако се Бистрица налази веома близу Софије, која нуди културно богатство, занимање младих за сеоске обичаје опада. Током година, богати репертоар песама и плесова је сведен само на најпопуларније и најзанимљивије делове који се изводе на сцени.

## Награде и признања
Као аутентичан облик фолклора, Бистричке бабе су наступале широм Европе и САД, те су 1978. године у Хамбургу освојиле престижну Европску награду за фолклорну уметност „Алфред Тоепфер”.